# Estancia Blanca
Estancia Blanca är en ort i Mexiko.   Den ligger i kommunen San Juan del Río och delstaten Durango, i den centrala delen av landet, 800 km nordväst om huvudstaden Mexico City. Estancia Blanca ligger 1 695 meter över havet och antalet invånare är 179.
Terrängen runt Estancia Blanca är platt västerut, men österut är den kuperad. Runt Estancia Blanca är det glesbefolkat, med 8 invånare per kvadratkilometer. Närmaste större samhälle är San Juan del Rio, 3,4 km sydost om Estancia Blanca. Omgivningarna runt Estancia Blanca är i huvudsak ett öppet busklandskap.